# 第4軍団 (北軍)
南北戦争中に第4軍団（IV Corps）と呼称された北軍の部隊は2つあった。一つはポトマック軍およびバージニア軍管区（Department of Virginia）に所属し、1862年から1863年にかけて東部戦線で活動した第4軍団であり、もう一つはカンバーランド軍の第4軍団で、1863年から1865年にかけて西部戦線で活動した。両者は全く別の部隊である。

## 第4軍団（東部戦線）
ポトマック軍第4軍団は1862年3月13日に編成され、第一次ブルランの戦いで旅団長であったエラスムス・キース（ Erasmus D. Keyes）が軍団長に就任した。当初は3個師団編成であり、師団長はダライアス・コウチ、サイラス・ケイシー（Silas Casey）及び
ウィリアム・ファーラー・スミスであった。1862年9月のアンティータムの戦いに際して、コウチの師団は第6軍団に所属替えとなり、戦争終了までそのままであった。軍団の最大兵力（1862年初頭）は37,000人であった。

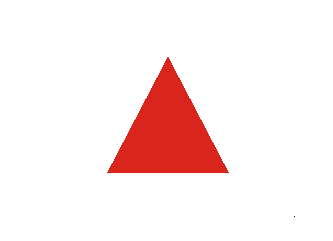
第4軍団第1師団の記章

1862年3月、第4軍団はジョージ・マクレランの半島方面作戦に参加し、海路バージニア半島南東端に上陸し、アメリカ連合国の首都リッチモンドを目指して北西に進んだ。5月31日-6月1日のセブンパインズの戦い及び7月1日のマルバーンヒルの戦いで南軍の攻撃を撃退した際に、主要な役割を果たした。作戦自体は失敗しポトマック軍はワシントンに引き上げたが、第4軍団はバージニア半島に留まった。その後、ジョン・アダムズ・ディクスのバージニア軍管区（占領部隊）に所属し、1863年7月のゲティスバーグの戦いの際には第7軍団と共にリッチモンドに対する小規模な陽動作戦を行った。1863年8月1日に、軍団は正式に解散した。

### Command History
| エラスムス・キース | 1862年3月13日 - 1862年8月 | ポトマック軍     |
| エラスムス・キース | 1862年8月 - 1863年8月1日  | バージニア軍管区 |

## 第4軍団（西部戦線）
西部戦線での第4軍団は、1863年10月10日にチカマウガの戦いで大損害を受けた第20軍団と第21軍団の残存部隊を再編して結成された。初代軍団長はゴードン・ガードナー（ Gordon Granger）であり、師団長はフィリップ・シェリダン、ジョン・パルマー（John Palmer）及びトーマス・ウッド（Thomas J. Wood）であった。第4軍団は1864年11月23日-25日の第三次チャタヌーガの戦いで殊勲を上げ、同年夏のアトランタ方面作戦にも参加した。秋に南軍のジョン・ベル・フッドのテネシー軍がフランクリン・ナッシュビル方面作戦を開始すると、北軍のウィリアム・シャーマンはテネシー防衛のため第4軍団及び第23軍団（オハイオ軍、後にカンバーランド軍）をジョージ・ヘンリー・トーマスの指揮下に残し、自身はジョージア州焦土進撃作戦である海への進軍を開始した。第4軍団はスプリングヒル、フランクリン、ナッシュビルでフッドと戦った。ナッシュビルではトーマスのオハイオ軍は分断されてしまったため、トーマスは第4軍団及びジェームズ・ウィルソン（James H. Wilson）とジョージ・ストーンマンの騎兵部隊のみを指揮した。トーマスの巧みな指揮により北軍は大勝利を収め、フッドのテネシー軍は壊滅した。ピーターズバーグで包囲されていたロバート・E・リーが山岳方面へ撤退する可能性があったため、それを阻止するために第4軍団は山岳方面への道を遮断するよう命令された。
その後の軍団の経歴に関しては、資料によって差がある。2つの資料が軍団は1865年8月1日に解散したとしているのに対し、別の資料 では、南北戦争終了後にメキシコ出兵中のナポレオン3世のフランス軍の撤退を説得するために、アメリカ陸軍の分遣隊としてテキサスに派遣され、1865年12月に解散したとされている。

### 歴代軍団長
| ガードン・ガードナー     | 1863年10月10日 - 1864年4月10日 | チャタヌーガ及びノックスビル |
| オリバー・O・ハワード    | 1864年4月10日 - 1864年7月27日  | アトランタ                   |
| デイヴィッド・スタンレー | 1864年7月27日 - 1864年12月1日  | フランクリンで負傷           |
| トーマス・ウッド         | 1864年12月1日 - 1865年1月31日  | ナッシュビル                 |
| デイヴィッド・スタンレー | 1865年1月31日 - 1865年8月1日   |                              |